# Albert Châtelet

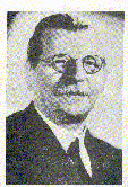
Albert Châtelet

Albert Châtelet (1883-1960) was een Frans politicus en wetenschapper.
Châtelet haalde zijn lerarengraad op de École Normale Supérieure in 1908. Na het behalen van zijn doctoraal in 1913, werd Châtelet lector en professor aan de Université Lille Nord de France en École centrale de Lille. In 1924 werd hij er benoemd tot rector magnificus.
Na dertien jaar werd hij benoemd tot Director of Secondary Education door het Ministerie van Nationale Educatie, waar hij werkte onder Jean Zay tot 1940. In 1945 werd hij lid van de Faculteit van Wetenschap op de Universiteit van Parijs, waar hij decaan werd. Na zijn aftreden als decaan in 1954, betrad Châtelet de politiek. In 1955 werd hij lid van de Rationalisten Bond. In 1958 werd Châtelet gekozen om de Bond van Democratische Krachten te vertegenwoordigen, als kandidaat voor de Franse presidentsverkiezingen. Hij kreeg echter slechts 8,4% van de stemmen. De Bond van Democraten voor de Republiek won met als kandidaat Charles de Gaulle.
- Bibliothèque nationale de France: cb12277269f (data)
- Catàleg d'autoritats de noms i títols de Catalunya: 981058520828306706
- CiNii: DA0649634X
- Gemeinsame Normdatei: 10651184X
- International Standard Name Identifier: 0000 0001 1083 9668
- Library of Congress Control Number: n87148618
- Base Léonore: 19800035/318/42889
- Mathematics Genealogy Project: 95227
- Nationale Bibliotheek van Tsjechië: skuk0002005
- Nationale Bibliotheek van Israël: 987007333061405171
- Nederlandse Thesaurus van Auteursnamen: 108170748
- Istituto Centrale per il Catalogo Unico: MILV270695
- LIBRIS: 264896
- Système universitaire de documentation: 072285710
- Virtual International Authority File: 112505298
- WorldCat: E39PBJbtqWtbCJ4xdpkP4MxMT3